# Xã Monroe, Quận Howard, Indiana
Xã Monroe (tiếng Anh: Monroe Township) là một xã thuộc quận Howard, tiểu bang Indiana, Hoa Kỳ. Năm 2010, dân số của xã này là 1.407 người.